# Lichnoptera albidiscata
Lichnoptera albidiscata är en fjärilsart som beskrevs av Paul Dognin 1912. Lichnoptera albidiscata ingår i släktet Lichnoptera och familjen Pantheidae. Inga underarter finns listade i Catalogue of Life.